# Hold 'Em Jail (film 1942)
Hold 'Em Jail è un cortometraggio del 1942 diretto da Lloyd French. È una delle farse che Leon Errol interpretò per la RKO Radio Pictures.

## Trama
Errol e sua moglie si recano a una festa per la Vittoria; ma la scelta molto opinabile di Errol di indossare un'uniforme nazista provoca il risentimento degli altri ospiti.

## Produzione
Il film fu prodotto dalla RKO Radio Pictures.

## Distribuzione
Distribuito dalla RKO Radio Pictures, il film - un cortometraggio in due bobine - uscì nelle sale cinematografiche statunitensi il 26 giugno 1942.